# Sthenias puncticornis
Sthenias puncticornis là một loài bọ cánh cứng trong họ Cerambycidae.